# Галерија застава суверених држава
Списак државних застава чине заставе које представљају суверене државе. За заставе других земаља видети Списак застава зависних територија.
|  |  |  |  |  |  |  |  |  |  |  |  |  |  |  |  |  |  |  |  |  |  |  |  |  |  |  |  |  |  |

## А
- Застава Авганистана
- Застава Азербејџана
- Застава Албаније
- Застава Алжира
- Застава Анголе
- Застава Андоре
- Застава Антигве и Барбуде
- Застава Аргентине
- Застава Аустралије
- Застава Аустрије

## Б
- Застава Бангладеша
- Застава Барбадоса
- Застава Бахама
- Застава Бахреина
- Застава Белгије
- Застава Белизеа
- Застава Белорусије
- Застава Бенина
- Застава Боливије
- Застава Босне и Херцеговине
- Застава Боцване
- Застава Бразила
- Застава Брунеја
- Застава Бугарске
- Застава Буркине Фасо
- Застава Бурундија
- Застава Бутана

## В
- Застава Вануатуа
- Застава Ватикана
- Застава Венецуеле
- Застава Вијетнама

## Г
- Застава Габона
- Застава Гамбије
- Застава Гане
- Застава Гвајане
- Застава Гватемале
- Застава Гвинеје
- Застава Гвинеје Бисао
- Застава Грузије
- Застава Грчке

## Д
- Застава Данске
- Застава Демократске Републике Конго
- Застава Доминике
- Застава Доминиканске Републике

## Е
- Застава Египта
- Застава Еквадора
- Застава Екваторијалне Гвинеје
- Застава Ел Салвадора
- Застава Еритреје
- Застава Есватинија
- Застава Естоније
- Застава Етиопије

## З
- Застава Западне Сахаре
- Застава Замбије
- Застава Зеленортских острва
- Застава Зимбабвеа

## И
- Застава Израела
- Застава Индије
- Застава Индонезије
- Застава Ирака
- Застава Ирана
- Застава Ирске
- Застава Исланда
- Застава Источног Тимора
- Застава Италије

## Ј
- Застава Јамајке
- Застава Јапана
- Застава Јемена
- Застава Јерменије
- Застава Јордана
- Застава Јужног Судана
- Застава Јужноафричке Републике
- Застава Јужне Кореје

## К
- Застава Казахстана
- Застава Камбоџе
- Застава Камеруна
- Застава Канаде
- Застава Катара
- Застава Кеније
- Застава Кине
- Застава Кипра
- Застава Киргистана
- Застава Кирибати
- Застава Колумбије
- Застава Комора
- Застава Костарике
- Застава Кубе
- Застава Кувајта

## Л
- Застава Лаоса
- Застава Лесотоа
- Застава Летоније
- Застава Либана
- Застава Либерије
- Застава Либије
- Застава Литваније
- Застава Лихтенштајна
- Застава Луксембурга

## М
- Застава Мадагаскара
- Застава Мађарске
- Застава Малавија
- Застава Малдива
- Застава Малезије
- Застава Малија
- Застава Малте
- Застава Марока
- Застава Маршалских Острва
- Застава Мауританије
- Застава Маурицијуса
- Застава Мексика
- Застава Микронезије
- Застава Мјанмара
- Застава Мозамбика
- Застава Молдавије
- Застава Монака
- Застава Монголије

## Н
- Застава Намибије
- Застава Науруа
- Застава Немачке
- Застава Непала
- Застава Нигера
- Застава Нигерије
- Застава Никарагве
- Застава Новог Зеланда
- Застава Норвешке

## О
- Застава Обале Слоноваче
- Застава Омана

## П
- Застава Пакистана
- Застава Палауа
- Застава Панаме
- Застава Папуе Нове Гвинеје
- Застава Парагваја
- Застава Перуа
- Застава Пољске
- Застава Португалије

## Р
- Застава Републике Конго
- Застава Руанде
- Застава Румуније
- Застава Русије

## С
- Застава Самое
- Застава Сан Марина
- Застава Сао Томе и Принципе
- Застава Саудијске Арабије
- Застава Свете Луције
- Застава Свети Винсент и Гренадини
- Застава Свети Китс и Невис
- Застава Северне Кореје
- Застава Северне Македоније
- Застава Сејшела
- Застава Сенегала
- Застава Сијера Леонеа
- Застава Сингапура
- Застава Сирије
- Застава САД
- Застава Словачке
- Застава Словеније
- Застава Соломонових Острва
- Застава Сомалије
- Застава Србије
- Застава Судана
- Застава Суринама

## Т
- Застава Тајланда
- Застава Танзаније
- Застава Таџикистана
- Застава Тогоа
- Застава Тонге
- Застава Тринидада и Тобага
- Застава Тувалуа
- Застава Туниса
- Застава Туркменистана
- Застава Турске

## У
- Застава Уганде
- Застава Узбекистана
- Застава Уједињених Арапских Емирата
- Застава Уједињеног Краљевства
- Застава Украјине
- Застава Уругваја

## Ф
- Застава Филипина
- Застава Финске
- Застава Фиџија
- Застава Француске

## Х
- Застава Хаитија
- Застава Холандије
- Застава Хрватске

## Ц
- Застава Централноафричке Републике
- Застава Црне Горе

## Ч
- Застава Чада
- Застава Чешке
- Застава Чилеа

## Џ
- Застава Џибутија

## Ш
- Застава Швајцарске
- Застава Шведске
- Застава Шпаније
- Застава Шри Ланке